# Castell de Harlech
El castell de Harlech localitzat a Harlech, al comtat de Gwynedd, al País de Gal·les, està inscrit a la llista del Patrimoni de la Humanitat de la UNESCO des del 1986 amb el nom de Castells i fortificacions del rei Eduard I a Gwynedd.
És un castell concèntric construït al cim d'un penya-segat prop del mar d'Irlanda. Arquitecturalment, és molt notable la seva enorme porta d'entrada.